# Euphorbia prostrata
Euphorbia prostrata är en törelväxtart som beskrevs av William Aiton. Enligt Catalogue of Life ingår Euphorbia prostrata i släktet törlar och familjen törelväxter, men enligt Dyntaxa är tillhörigheten istället släktet törlar och familjen törelväxter. Arten förekommer tillfälligt i Sverige, men reproducerar sig inte. Inga underarter finns listade i Catalogue of Life.

## Bildgalleri

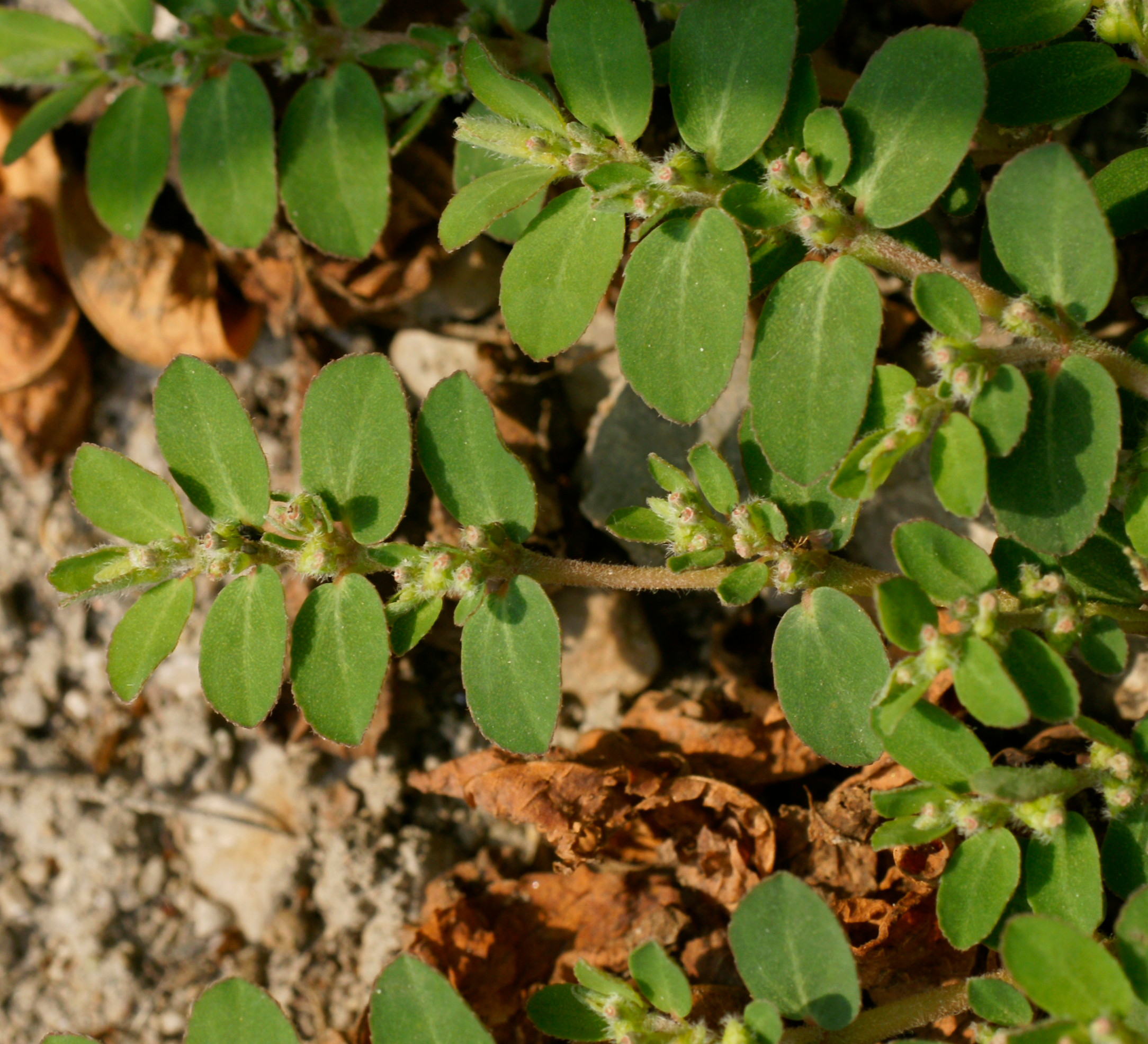
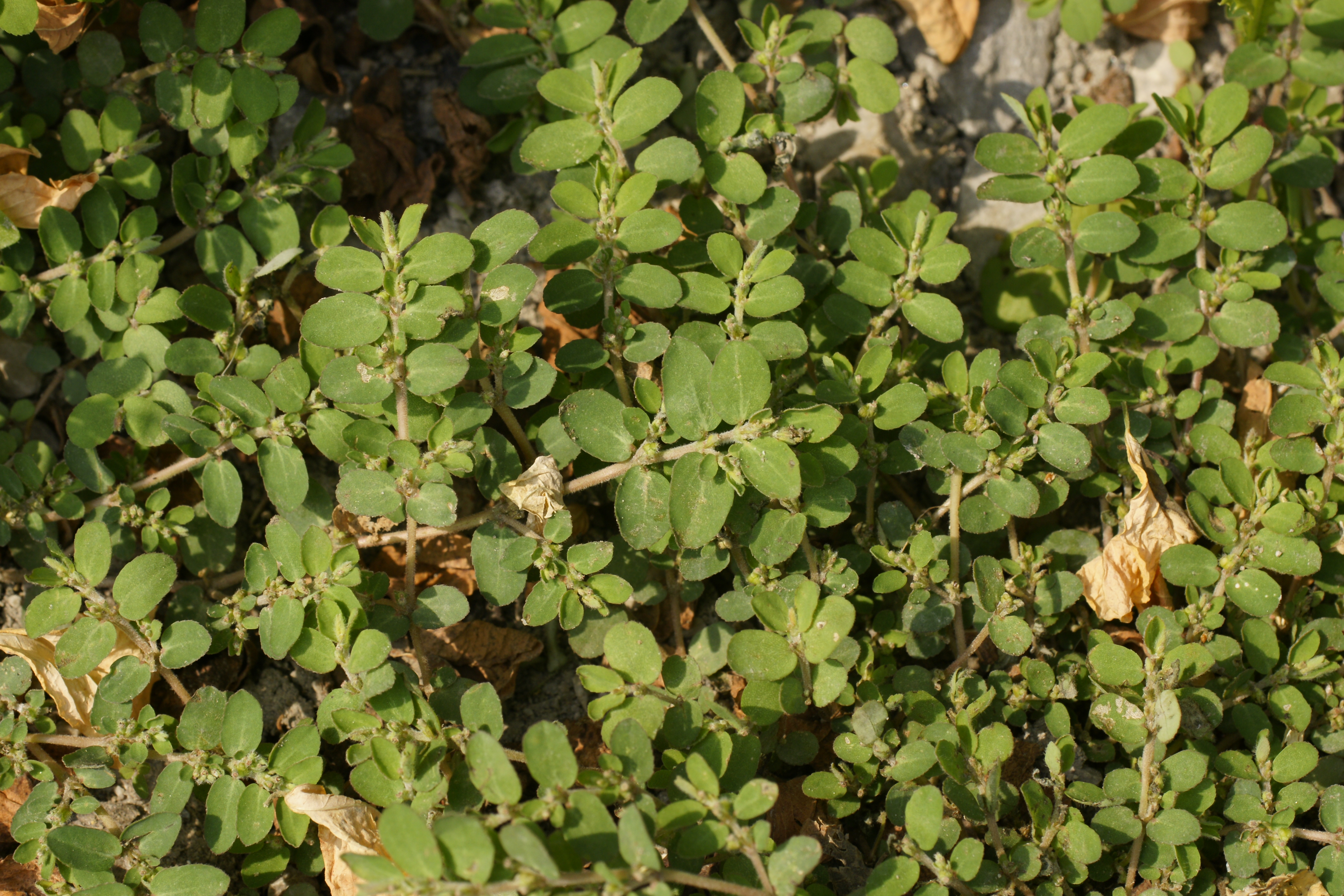